# Dicraeus muricatus
Dicraeus muricatus är en tvåvingeart som beskrevs av Nartshuk 1967. Dicraeus muricatus ingår i släktet Dicraeus och familjen fritflugor. Inga underarter finns listade i Catalogue of Life.